# بيل وينينجتون
بيل وينينجتون مواليد 26 أبريل 1963 في مونتريال، هو لاعب كرة سلة كندي سابق بدأ مسيرته الاحترافية في سنة 1985. مثّل منتخب بلاده. شارك في مسابقة كرة السلة في الألعاب الأولمبية الصيفية. اعتزل اللعب في 2000.

## فرق لعب لها
- دالاس مافيريكس
- سكرامنتو كينغز
- فيرتوس بالاكانسترو بولونيا
- شيكاغو بولز

## روابط خارجية
- بيل وينينجتون على موقع الاتحاد الدولي لكرة السلة (الإنجليزية)
- بيل وينينجتون على موقع إن بي أي (الإنجليزية)
- بيل وينينجتون على موقع سبورتس رفرنس (الإنجليزية)
- بيل وينينجتون على موقع كرة السلة الأوروبية.كوم (الإنجليزية)
- بيل وينينجتون على موقع كلية كرة السلة في سبورتس رفرنس.كوم (الإنجليزية)
- بيل وينينجتون على موقع ريلجم (الإنجليزية)
- بيل وينينجتون على موقع بروبوليرز (الإنجليزية)
- بيل وينينجتون على موقع سبورتس رفرنس (الإنجليزية)
- بيل وينينجتون على موقع أوليمبيديا (الإنجليزية)
- بيل وينينجتون على موقع اللجنة الأولمبية الكندية (الإنجليزية)